# Betty (Fernsehserie)
Betty ist eine US-amerikanische Fernsehserie. Die Skater-Serie, die in Amerika auf dem Sender HBO ausgestrahlt wird. Die deutschsprachige Synchronfassung wird seit dem 8. Dezember 2020 auf Sky ausgestrahlt.

## Besetzung und Synchronisation
Die Synchronisation entsteht bei Level-45 nach einem Dialogbuch von Kaze Uzumaki unter der Dialogregie von Kaze Uzumaki.
| Rolle     | Darsteller       | Synchronsprecher     |
| --------- | ---------------- | -------------------- |
| Janay     | Dede Lovelace    | Giovanna Winterfeldt |
| Honeybear | Kabrina Adams    | Derya Flechtner      |
| Kirt      | Nina Moran       | Maximiliane Häcke    |
| Indigo    | Ajani Russell    | Flavia Vinzens       |
| Camille   | Rachelle Vinberg | Magdalena Höfner     |
| Bambi     | Edmund Donovan   | Julius Jellinek      |
| Charlie   | Alexander Cooper | Sebastian Fitzner    |
| Luis      | C.J. Ortiz       | Julien Haggège       |
| Philip    | Raekwon Haynes   | Kaze Uzumaki         |